# Калашников Василь Степанович
Василь Степанович Калашников (нар. 7 березня 1890, місто Іваново-Вознесенськ, тепер Іваново, Російська Федерація — 25 березня 1970, місто Москва, Російська Федерація) — радянський партійний діяч, голова Іваново-Вознесенської міської ради, відповідальний секретар Іваново-Вознесенського і Томського губернських комітетів РКП(б), голова Сибірської крайової контрольної комісії ВКП(б). Член Центральної контрольної комісії ВКП(б) у 1925—1930 роках. Член Комісії радянського контролю при РНК СРСР у 1934—1938 роках.

## Біографія
Народився в родині робітників. У 1902 році закінчив чотирикласне земське училище. З 1903 по 1905 рік навчався в нижчому технічному училищі в Іваново-Вознесенську.
У травні 1906 — квітні 1908 року — чорнороб фабрики товариства Покровської ситце-хустко-набивної мануфактури Грязнова.
Член РСДРП(б) з жовтня 1906 року.
У 1907—1908 роках — член Іваново-Вознесенського міського комітету РСДРП(б).
З квітня 1908 по лютий 1910 року — у Владимирській в'язниці за революційну діяльність, виправданий Владимирським воєнним окружним судом.
У травні — вересні 1910 року — чорнороб Великої Кохомської мануфактури Ясюнінських у селі Кохма Шуйського повіту Владимирської губернії.
У вересні 1910 — січні 1911 року — електрик технічної контори Млинарського в Іваново-Вознесенську. У лютому — червні 1911 року — електрик Великої Кохомської мануфактури Ясюнінських у селі Кохма Шуйського повіту Владимирської губернії. У липні 1911 — лютому 1912 року — електрик технічної контори Млинарського в Іваново-Вознесенську.
У лютому 1912 — квітні 1913 року — монтер електротехнічної контори «Сіменс і Гальске» в Москві.
У травні 1913 року заарештований за революційну діяльність, до жовтня 1913 року перебував у в'язниці Москви. З жовтня 1913 по вересень 1916 року — на адміністративному засланні в селі Ругозеро Поневецького повіту Олонецької губернії.
У вересні 1916 — травні 1917 року — рядовий 179-го піхотного запасного полку російської армії в Селищенських казармах Тихвинського повіту Новгородської губернії. З травня по жовтень 1917 року перебував у відпустці через хворобу в Іваново-Вознесенську. У жовтні — грудні 1917 року — рядовий 56-го піхотного запасного полку російської армії в Москві.
У грудні 1917 — лютому 1918 року — голова Іваново-Вознесенської міської ради Владимирської губернії.
У лютому — липні 1918 року — секретар Іваново-Вознесенського міського комітету РКП(б).
У липні 1918 — травні 1919 року — секретар Іваново-Вознесенської губернської надзвичайної комісії (губЧК).
У травні 1919 — квітні 1921 року — співробітник, завідувач політичного відділу бригади РСЧА; уповноважений особливого відділу 1-ї армії РСЧА на Східному, Туркестанському і Південному фронтах, комісар санітарної частини бригади.
У квітні — грудні 1921 року — відповідальний секретар Іваново-Вознесенського губернського комітету РКП(б). У грудні 1921 — липні 1922 року — завідувач організаційного відділу Іваново-Вознесенського губернського комітету РКП(б).
У липні 1922 — вересні 1923 року — відповідальний секретар Кінешемського повітового комітету РКП(б) Іваново-Вознесенської губернії.
У версені 1923 — 2 листопада 1925 року — відповідальний секретар Томського губернського комітету РКП(б).
У листопаді 1925 — травні 1929 року — голова Сибірської крайової контрольної комісії ВКП(б) — робітничо-селянської інспекції в місті Новосибірську. Одночасно, 1 січня 1926 — 2 грудня 1927 року — кандидат у члени президії Центральної контрольної комісії ВКП(б).
У травні 1929 — вересні 1930 року — заступник завідувача організаційного відділу Центральної контрольної комісії ВКП(б) — Народного комісаріату робітничо-селянської інспекції.
У вересні 1930 — березні 1934 року — слухач Промислової академії імені Сталіна в Москві, закінчив академію без захисту диплому.
У березні 1934 — 7 січня 1938 року — уповноважений Комісії радянського контролю при РНК СРСР по Челябінській області.
У січні — квітні 1938 року — член, контролер групи лісопаперової промисловості Комісії радянського контролю при РНК СРСР.
У травні 1938 — квітні 1940 року — директор Черепецького чавуноливарного заводу Тульської області.
У квітні 1940 — травні 1944 року — інженер-диспетчер Головного управління сантехнічного обладнання «Головсантехніка» Народного комісаріату промисловості будівельних матеріалів СРСР.
З березня 1941 року — персональний пенсіонер республіканського значення. З серпня 1946 року — персональний пенсіонер союзного значення в Москві. Деякий час працював у 2-й друкарні Видавництва Академії наук СРСР у Москві.
Помер 25 березня 1970 року в Москві.